# Río Inuya
El río Inuya es un río del Perú, uno de los principales afluentes del río Urubamba, parte de la cuenca amazónica, que discurre por el departamento de Cuzco.
Sus nacientes están en los límites de los departamentos de Ucayali y Cuzco, en el divortium aquarum Purús-Urubamba, y sigue una dirección general E–O. El río pasa por las localidades de San José, Amasisa, Inmaculada, Boca Mapuya —donde recibe por la derecha al río Mishansha, su principal afluente—, Nuevo San Martín, San Luis de Inuya, Villa Mercedes, Bobinsana, Vista Alegre, Los Chancas, Ojeyayo, Inuya y Floresta. Desemboca en el Urubamba por la margen derecha (73º28'36"O -10º40'16"S), entre las localidades de San Francisco y Taquila.